# Zoo de Fresno Chaffee
Le zoo de Fresno Chaffee, anciennement Roeding Park Zoo est un parc zoologique situé à Fresno aux États-Unis. De 1907 à 1947, l'histoire de ce parc zoologique est très mal documentée ; les premiers pensionnaires sont probablement des animaux abandonnés. Le parc devient membre de l'Association des zoos et des aquariums (AZA) en 1957 ; il change de nom en 2006. 

## Description
Sur un peu plus de sept hectares, le zoo de Fresno Chaffee abrite 125 espèces dont 19 bénéficient d'un programme américain pour les espèces menacées : l'Addax, le Condor des Andes, le Crotale cascabelle, le Pécari du Chaco, le Colobe, le Vautour moine, le Fennec, le Toucan à carène, le Hocheur du Ghana, le Tigre de Malaisie, le Tapir de Malaisie, la Mygale mexicaine, l'Orang-outan, la Tortue étoilée de Madagascar, le Loup rouge, le Vari roux, le Maki catta, l'Oryx algazelle et le Siamang. En 2011, le zoo annonce des naissances de Chat à pieds noirs consécutives aux recommandations de l'Association des zoos et des aquariums (AZA)